# اندیس گومنج۱
گومنج۱ یک اندیس  است که در حوالی شهر آهنگران استان خراسان قرار دارد و مادهٔ معدنی موجود در آن، منیزیت است.  